# Jaime Zumalacárregui
Jaime Zumalacárregui, född den 7 september 1956, är en spansk landhockeyspelare.
Han tog OS-silver i herrarnas landhockeyturnering i samband med de olympiska landhockeytävlingarna 1980 i Moskva.